# Mbala
Mbala, antigament coneguda com a Abercorn, és una ciutat de Zàmbia, capital de la Província Septentrional. Està situada a prop de la frontera amb Tanzània i domina els accessos a la vora sud del llac Tanganyika. Originalment fou un assentament tribal i, després de la colonització britànica, es convertí en un assentament colonial important, fronterer amb la colònia alemanya de l'Àfrica Oriental Alemanya.